# Francesca Comencini

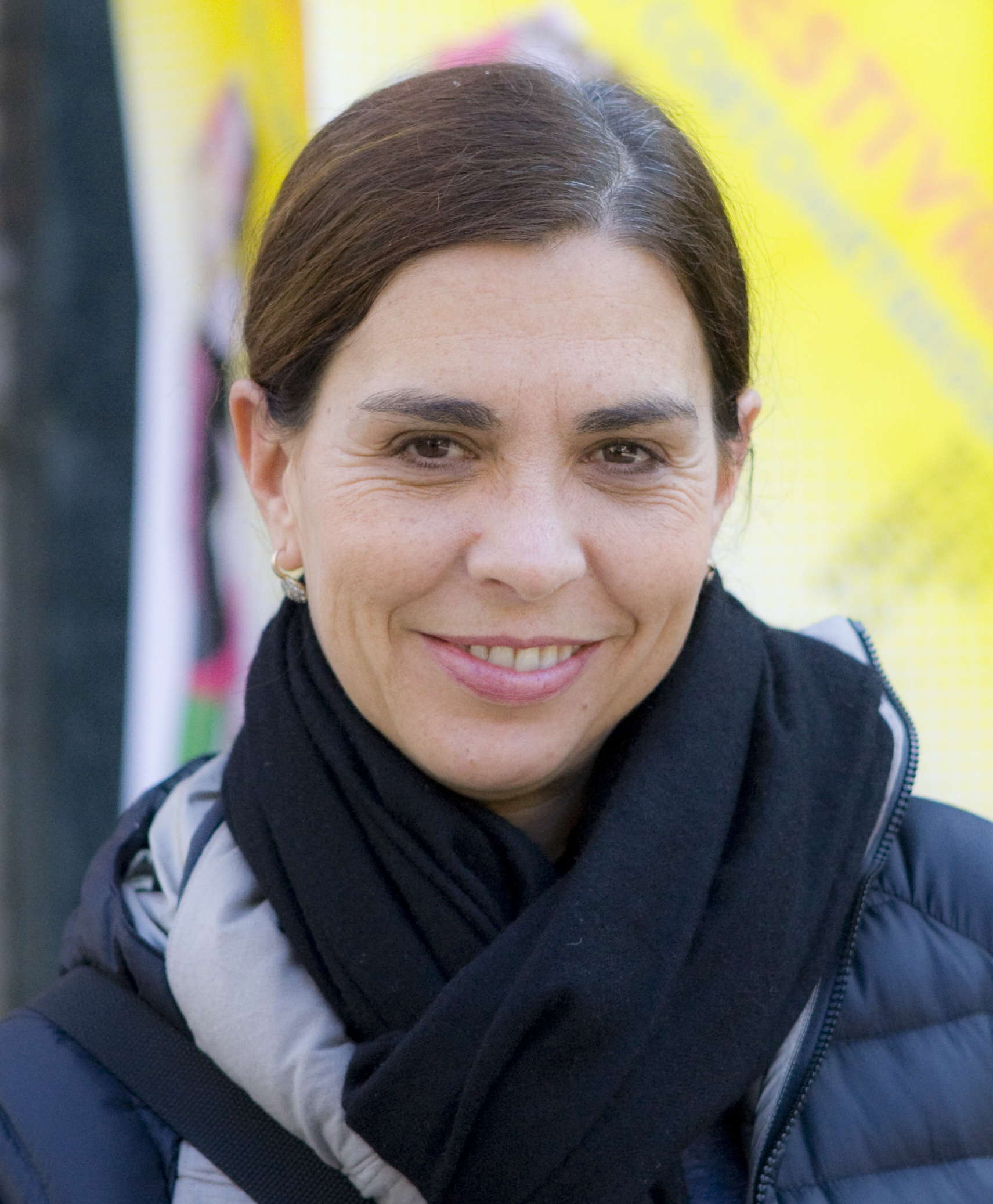
Francesca Comencini (2010)

Francesca Comencini (* 19. August 1961 in Rom) ist eine italienische Filmregisseurin.

## Leben
Comencini ist die Tochter des Filmregisseurs Luigi Comencini und Schwester der Filmregisseurin und Schriftstellerin Cristina Comencini. Nach dem Abitur am Lycée Chateaubriand di Roma studierte sie zunächst Philosophie, brach das Studium nach zwei Jahren ab und ging 1982 zunächst nach Frankreich. Sie schrieb das autobiografische Drehbuch zu ihrem ersten Film Pianoforte, der 1984 uraufgeführt wurde. Ihr Film Mi piace lavorare - Mobbing wurde zur Berlinale 2004 eingeladen und in der Sektion Panorama gezeigt. Er erhielt den Preis der Ökumenischen Jury als bester Film der Sektion. Lo spazio bianco nahm am Wettbewerb der Filmfestspiele von Venedig 2009 teil und wurde dort mehrfach ausgezeichnet. Comencini war Jurymitglied bei den Filmfestspielen von Venedig 2001 sowie bei den Internationalen Filmfestspielen von Berlin 2010. Im gleichen Jahr wie ihre Schwester Cristina wurde sie 2005 mit dem Verdienstorden der Italienischen Republik ausgezeichnet. Eine zweite Einladung zu den Filmfestspielen von Venedig 2012 brachte ihr der Spielfilm Un giorno speciale ein.
Comencini war von 1982 bis 1987 mit dem 2003 verstorbenen französischen Filmproduzenten Daniel Toscan du Plantier verheiratet. Sie ist zweifache Mutter. Auch ihre Schwestern Paola und Eleonora sind im Filmgeschäft tätig.

## Filmografie
- 1984: Pianoforte
- 1988: La luce del lago
- 2002: Die Worte meines Vaters (Zeno – le parole de mio padre)
- 2004: Mi piace lavorare - Mobbing
- 2009: Lo spazio bianco
- 2012: Un giorno speciale
- seit 2014: Gomorrha (Gomorra)